# 金牛座RY
金牛座RY是在金牛座的一顆年輕金牛T星，屬於金牛座分子雲，距離大約450 光年遠。它的質量比典型的金牛T星更大，可能是這個類別和赫比格Ae/Be星之間的中間體

## 恆星系統
在2008年發現金牛座RY疑似有一顆伴星：視星等14.81的2MASS J04215810+2826300，投影的距離約1,500 AUreference = 。但來自蓋亞任務的數據，已經證明這是一顆與金牛座RY無關的背景星。

## 原行星系統
2006年發現這顆恆星被原行星盤包圍。圓盤主要由氣體組成，質量為0.3M☉。原行星盤的存在是有爭議的；該信號也可以歸因於出生的部分殼層被年輕恆星破壞。此外，還檢測到極地噴流。射流含有可檢測量的氧和硫。
自2021年以來，懷疑在距離0.2AU的軌道上，有一顆超級木星等級的行星。
| 成員 (依恆星距離) | 质量         | 半長軸 (AU)  | 轨道周期 (天) | 離心率       | 傾角 | 半径 |
| ----------------- | ------------ | ------------ | ------------- | ------------ | ---- | ---- |
| 原行星盤          | 0.21 — 80 AU | 0.21 — 80 AU | 0.21 — 80 AU  | 0.21 — 80 AU | 65°  | —    |

## 變異性
金牛座RY會改變亮度（高達1.5星等），是當恆星穿過原行星盤內部的不均勻性時，因遮蔽產生亮度波動的獵戶型變星 。它還會產生不規則的增亮事件，持續時間約為一個月，振幅為一個星等。
金牛座RY的光度曲線在十年內變化2-3個星等，在一年內變化大約一個星等。 這顆恆星可能改變了這一過程中的變異機制，因而在20世紀逐漸變亮。